# L'origine del male
L'origine del male (titolo originale The Origin of Evil) è un romanzo giallo di Ellery Queen, pubblicato nel 1951.

## Trama
Ellery Queen torna a Hollywood dopo parecchi anni di assenza. La città è cambiata, il rutilante mondo dei divi cinematografici d'anteguerra che Ellery aveva conosciuto in romanzi come Hollywood in subbuglio e Quattro di cuori non esiste più, "ucciso dalla televisione". Ma una cosa è immutata: la sua fama di detective che spinge molti a sottoporgli i problemi più intricati. Come per esempio Laurel Hill, che vuole scoprire come e perché un cane morto abbia ucciso suo padre. L'animale era stato lasciato sulla porta di casa come macabro regalo poche settimane prima, e la sua vista aveva sconvolto il prosaico Leander Hill fino a causarne la morte per infarto. L'unico che potrebbe forse far luce sul mistero è il socio invalido di Leander, Roger Priam, che però si rifiuta drasticamente di fornire spiegazioni. Ma altri bizzarri regali stanno ora iniziando ad arrivare anche a lui, ed Ellery dovrà indagare nell'ambito della sua famiglia, correndo il rischio di infatuarsi della bella e giovane moglie di Priam, Delia, e scontrandosi con l'ostilità di Priam stesso. Fra i protagonisti del dramma figurano anche un segretario privato fin troppo confidenziale, un eccentrico naturista che vive su un albero per prepararsi alla futura catastrofe nucleare e un anziano collezionista di farfalle. La soluzione dell'enigma richiederà che Ellery scopra il collegamento logico fra un'anguilla morta, un tentativo di avvelenamento con arsenico, rane e rospi, un portafoglio di pelle, un volume di Aristofane e dei vecchi certificati azionari. Solo così potrà giungere a rivelare un movente legato ad eventi di un remoto passato e predisporre una trappola per il misterioso mittente. Ma sarà la persona giusta a cadere nel tranello?

## Personaggi principali
- Leander Hill - commerciante di gioielli all'ingrosso
- Laurel Hill - sua figlia
- Roger Priam - socio in affari di Leander Hill
- Delia Priam - sua moglie
- Alfred Wallace - segretario di Roger Priam
- Crowe MacGowan - figlio del primo matrimonio di Delia Priam
- Collier - padre di Delia Priam
- Dottor Voluta - medico
- Tenente Keats- della polizia di Los Angeles
- Ellery Queen - scrittore e investigatore dilettante

## Critica
"Anni dopo i suoi primi due libri di Hollywood, EQ vi ritornò per un terzo romanzo, L'origine del male. Ancora una volta, come in Hollywood in subbuglio, l'ambientazione è quella del mondo degli affari di Los Angeles, e non l'industria del cinema. Il concetto di base della storia, quello della 'famiglia sotto assedio ad opera di un vendicatore venuto dal passato', deriva direttamente dai racconti di Sherlock Holmes [...] Il libro ha elementi di mistero in abbondanza nella trama. Ci sono molti enigmi diversi e separati [...] Questa diversità di misteri è buona; comunque, molte delle idee singole sono piuttosto semplici. Sono solide, ma non al massimo dell'ingegnosità di EQ. L'origine del male si colloca nella fascia di mezzo della produzione di Ellery Queen: un libro decente, ma non un classico. [...] Il libro è piuttosto esplicito nella rappresentazione della sessualità, come altri romanzi seguenti di EQ. Mickey Spillane dominava all'epoca la lista dei best seller ed EQ chiaramente scriveva in sintonia con lo zeitgeist".

"Un'altra storia di Hollywood, ma senza i familiari personaggi delle storie precedenti. Una delle situazioni più contorte di EQ da parecchio tempo, con la consueta soluzione che non risulta poi così sorprendente."

## Edizioni
- Ellery Queen, L'origine del male, traduzione di Nora Finzi, Collana Serie gialla n.11, Milano, Garzanti, 1953.  - Collana I Classici del Giallo Mondadori n.200, Milano, giugno 1974.
- Ellery Queen, L'origine del male, traduzione di Nora Finzi, Collana I classici del Giallo Mondadori n. 844, Arnoldo Mondadori Editore, 1999,  p. 236, ISSN 0009-8426. - Collana I Classici del Giallo Mondadori n.1410, Milano, luglio 2018.